# STRAY SHEEP (米津玄師のアルバム)
『STRAY SHEEP』（ストレイ・シープ）は、米津玄師のスタジオ・アルバム。メジャー4枚目、通算5枚目のアルバムとして2020年8月5日にSony Music Labelsよりリリースされた。
アルバムには、「Lemon」や「馬と鹿」、「感電」をはじめとする既発曲7曲と、米津が楽曲提供した「まちがいさがし」のセルフカバーを含む新曲8曲の、計15曲が収録されている。本作は新型コロナウイルスの流行下で作られ、米津が「混沌とした社会状況の中で、自分がどういったものを作るべきか」を考えなければならなかったことがアルバムのテーマのひとつとなっており、きらびやかで躍動感あるファンクナンバーや、胸を鷲掴みにするようなバラード、不穏でダークな楽曲など、さまざまなタイプの楽曲が収録されている。
その内容等が評価され、本作は「第13回CDショップ大賞」で「大賞〈赤〉」を、「SPACE SHOWER MUSIC AWARDS 2021」では「BEST ALBUM OF THE YEARD」を受賞した。また本作で米津は、第71回芸術選奨にて「大衆芸能部門 新人賞」を受賞している。またセールス面でも記録的なヒットとなり、初週売上は88万枚を記録し、オリコン週間アルバムランキング、Billboard Japan Hot Albumsともに4週連続1位を記録。2020年の同チャートの年間ランキングでは1位を獲得した。また日本レコード協会によりミリオン認定を受け、10月には累計売上枚数は150万枚を突破した。

## 背景
前作『BOOTLEG』から約2年9か月ぶりのスタジオ・アルバムで、ソニー・ミュージックレコーズからSony Music Labelsへの移籍後初のアルバムである。
タイトルは新約聖書のマタイによる福音書を始めとする記述において迷える羊と訳される英語で、アルバムのジャケットには羊のマスクを被った人間が描かれている。このジャケットはこれまでの作品と同様米津が自ら手がけている。また、このアルバムに収録されている楽曲は、合計214冠という偉業を成し遂げている。
アルバムには2018年以降にシングルリリースされた「Lemon」「Flamingo」「TEENAGE RIOT」「海の幽霊」「馬と鹿」、米津がプロデュースし、Foorin、菅田将暉へ提供した「パプリカ」「まちがいさがし」のセルフカバーバージョンの他、テレビドラマのタイアップで話題をさらった「感電」、米津と親交の深い野田洋次郎が参加した「PLACEBO + 野田洋次郎」を始めとする新録曲を含む合計15曲が収録されている。
本来は「Lemon」以降の2年半をストーリー仕立てで見せるようなポジティブな内容のアルバムが計画されており、その制作の一環として2020年2月から10都市を巡るライブツアー「2020 TOUR / HYPE」を開催、そのさなかで「HYPE」という新曲を書き、初披露する予定であった。しかし2019新型コロナウイルスによる影響によって2月27日の宮城公演以降は振替公演も含めて全て中止になり、予定されていたライブ映像の撮影も行えなくなったため、計画を大きく変更せざるを得なくなったという。混沌とした社会状況の中で、「自分はどういうものを作るべきなのか」を短い時間の中で考えなければならなくなったことが本作のきっかけとなった。そのため、「HYPE」をはじめとした複数の新曲の収録を見送り、本作のために新たな曲が短期間で書き下ろされた。なお、TBSテレビ金曜ドラマ『MIU404』の主題歌「感電」のオンエアも、ドラマの放送延期により6月下旬の初回放送まで解禁が見送られた。

## 制作と録音
アルバムの楽曲は、シングル「海の幽霊」以降の楽曲の共同アレンジに坂東祐大が参加している。新型コロナウイルスの流行により、ツアーが中止になったころにまず「迷える羊」が制作された。米津は、「新型コロナウイルスによって世界的に混乱が蔓延している中で、いろんなミュージシャンがそれぞれいろんなことを発信していて、それを見ながら自分は何をするべきかを考えていた」といい、そこで導き出した結論「自分のやるべきことは新しい音楽を作ること」「今の苦しみに喘いでいる人たちに対してできることは、その人たちに『この世に生きていても大丈夫だよ』というメッセージを込めた音楽を作ること」を基に作られたのが「カナリヤ」だった。なお、同曲の前に別の楽曲を作っていたが、その曲はとても暗く、「世に出すべきじゃない」と考えてアルバムには収録しなかったという。制作の最後に作ったのは「カムパネルラ」で、同曲はその前に「カナリヤ」を苦心して作り終えた際にそこで"足りなかったもの"が書かれている。前作『BOOTLEG』から3年が経って、米津の次作に期待しながらもその間に死んでしまったりした人たちのことを考えた時に"自罰的"な気分になったといい、米津は「そういうものを戒めとして残しておくのが自分の責任なのかなとどこかで感じながら作った」と語った。
「PLACEBO」では、RADWIMPSの野田洋次郎がボーカルで客演している。米津は、以前から野田に「いつか2人で一緒にやりたいです」という話をしており、「向こう（野田）も前向きでいてくれたので、タイミングを図りながら、結果としてこういう曲になった感じ」と語った。また本アルバムの制作でほとんどの曲に共同編曲者・弦楽アレンジとしてクレジットされている坂東祐大の存在も鍵になっている。アルバムの全15曲のレコーディング/ミックス・エンジニアは、前作『BOOTLEG』に引き続き小森雅仁が務めている。

## リリースとプロモーション
アルバムリリースは2020年6月5日に音楽ナタリーを始めとするウェブメディア及び、米津の公式Twitterで告知された。
アルバムは2020年8月5日にフィジカル・デジタル・サブスクリプション形態でリリースされた。また同日より米津の音源のサブスクリプションリリースが開始した。アルバムのフィジカルは3つの初回限定盤と通常盤の4形態でリリースされた。初回限定盤のおまもり盤はスペシャルボックス仕様でキーホルダーが特典として付く。同じく初回限定盤であるアートブック盤は96頁に渡るブックレットとディスクが封入される(DVDとBlu-rayのバージョンがそれぞれリリース) 。ディスクには幕張メッセで開催された「米津玄師 2019 TOUR/脊椎がオパールになる頃」の最終公演のフルサイズと、シングルリリースされた6曲のミュージックビデオが収録される。
| 形態           | 規格                         | 規格品番    |
| -------------- | ---------------------------- | ----------- |
| おまもり盤     | CD+ボックス+キーホルダー     | SECL-2590~1 |
| アートブック盤 | CD+Blu-ray Disc+アートブック | SECL-2592~4 |
| アートブック盤 | CD+DVD+アートブック          | SECL-2595~7 |
| 通常盤         | CD                           | SECL-2598   |

10月16日には、『STRAY SHEEP』の海外での反響を受け、台湾盤と韓国盤が現地で発売された。両盤ともCDのみ通常版でのリリースとなっている。
アルバム発売に先駆けて、TOKYO FM / JFN全国37局ネットで毎週土曜日に放送されているラジオ番組「Monthly Artist File-THE VOICE-」の8月度パーソナリティが米津に決定した。番組ではニューアルバム『STRAY SHEEP』の話を中心にトークが繰り広げられ、また第1回と第2回には野田洋次郎がゲスト出演した。そのほか、7月31日には、バトルロイヤルゲーム『FORTNITE』内で「STRAY SHEEP in FORTNITE PARTY ROYALE」を8月7日 20時より配信することがアナウンスされた。アンコール配信は、翌日8月8日の2時 - ・8時 - より開始。発売が3日前に迫った8月2日には、ニューアルバムのクロスフェード動画がYouTubeで公開された。アルバム発売日の8月5日の朝は、日本テレビ系「ZIP!」の番組内コーナー「SHOWBIZ SPECIAL」で実施された米津へのロングインタビュー映像がオンエアされた。その2日後8月7日には、同じく日本テレビ系「news zero」にて、米津と有働由美子キャスターの対談がオンエアされ、自粛期間中の過ごし方や音楽制作、アルバム完成までの苦悩などを語った。また、アルバム発売を記念して、8月9日にはWebラジオ番組「米津玄師 STRAY SHEEP Radio」を、米津のYouTube公式チャンネルにアップロード。アルバムの収録曲について語り尽くすだけではなく、アルバムパッケージに込めたこだわり、新型コロナウイルスの影響で中断を余儀なくされたツアー「米津玄師 2020 TOUR / HYPE」への思いなどを明かした。そのほか、ユニクロのグラフィックTシャツブランド「UT」とのコラボTシャツが2020年8月14日より日本全国のユニクロ店舗とオンラインストアにて世界同時発売された。なお、コラボTシャツのデザインは全て米津玄師自身が手掛けている。また、米津が主題歌「感電」を書き下ろしたドラマ「MIU404」脚本を担当する野木亜紀子との2年半ぶりの対談がTBSラジオにて実現。8月23日に特別番組「米津玄師×野木亜紀子『MIU404』対談」としてオンエアされた。その後、「news zero」に再出演し、収録曲「カナリヤ」のミュージックビデオを監督した是枝裕和と対談。その模様が11月27日にオンエアされた。翌日には、同映像のフルバージョンがYouTubeにてプレミア公開された。Apple Musicの新CM「心動かすあの音楽を、いつでも手の中に。」に収録曲「感電」が使用されたほか、米津が『STRAY SHEEP』に書き下ろした数々のイラストをがCM内でアニメーション化された。
また、本アルバムの初回生産分には全形態共通でシリアルナンバーが封入されており、発売当時は水面下でライブの実施が検討されていたが、コロナ禍での厳しい状況を踏まえ、本作を引っ提げてのツアーは行われていない。2022年春には同年秋に『STRAY SHEEP』発売後初のツアーとなる「米津玄師 2022 TOUR / 変身」を行うことが発表され、この2次先行抽選には先述のシリアルナンバーが利用された。

## 音楽性と構成
収録曲のサウンドは多彩かつ奔放でミクスチャーの仕方も柔軟にして自由であり、さまざまな音楽性がモザイクのように折り重なったアレンジは音数も多く、隙間なく音が詰まったゴージャスなものとなっている。その中で、あらゆる要素がしっかりと計算され配置された緻密なアレンジも本作の音楽性の特徴である。また本作の録音は、キレのいい中高域と、重厚で分厚い低域を持った、欧米のポップ・ミュージックの最新潮流と共振したものになっている。全15曲の内12曲には共同アレンジャーとして現代音楽家の坂東祐大がクレジットされており、米津はロッキング・オン・ジャパンのインタビューにおいて、坂東の参加がアルバムのテーマのひとつを構成するほどの影響を及ぼしたと語っている。
音楽ジャーナリストの柴那典は、「カムパネルラ」や「迷える羊」、「海の幽霊」などに描かれた友愛の情がアルバムに通奏するひとつの軸としてのエモーションにもなっているとしている。また死別した大切な人に募る思いを歌った「Lemon」が8曲目という真ん中の位置に置かれていることなどを挙げ、「アルバムでは“喪失”がもうひとつの重要なモチーフになっている。」と述べた。音楽ライターの蜂須賀ちなみは、「Lemon」が「優しい人」の後に置かれることによってアルバム中盤の重みが増しており、またその次の「まちがいさがし」が救いの曲となっているとし、「紙を押さえる文鎮のように、この3曲を中盤に配置することによって、アルバムの重心が定まった。」と述べている。

## 楽曲解説
カムパネルラ
東欧風のようなエキゾティックなリフレインが特徴的なデジタル・ファンク。宮沢賢治の『銀河鉄道の夜』の登場人物を踏襲しており、収録曲中最後に制作された曲でもある。米津は本曲について、「カムパネルラに対して歌っている曲ではあるんですけれど、歌っている人はジョバンニではなく、ザネリのイメージ」と語っている。
「2023 TOUR / 空想」でライブ初披露された。
Flamingo
日本の童謡や民謡のような節回しと古語的な歌詞をファンクのビートに載せた曲。随所に入る笑い声や話し声、咳払いやスキャットのサンプルボイスも本楽曲の特徴である。
感電
ホーンセクションや肉声のサンプリングなど先鋭的なアレンジが特徴的なファンクナンバー。タイアップ先のテレビドラマ『MIU404』の1、2話の脚本を読んだうえで制作された。仮タイトルは「犬のおまわりさん」だったという。
「2022 TOUR / 変身」でライブ初披露された。
PLACEBO + 野田洋次郎
エレクトロディスコの要素を持つ楽曲で、アルバム随一にダンサブルでキャッチーなデュエットナンバーである。RADWIMPSの野田洋次郎がボーカリストとして参加している。
「2022 TOUR / 変身」でライブ初披露された。
パプリカ
米津がプロデュースを務めたユニットFoorinの楽曲をセルフカバーした、三味線に笛と和楽器を筆頭に唱歌風にアレンジされたバージョン。音楽評論家の小野島大は、「沖縄民謡とレゲエとダブステップを融合したようなポップ・チューン」と述べている。ライターの蜂須賀ちなみは、「ベース・ミュージック的なトラックで入りはダウナーだが、そこに笛や三味線、人のざわめきなどが加わることによって、温かみのある賑わいが生まれている。」と批評した。
「2020 TOUR / HYPE」でライブ初披露された。
馬と鹿
テレビドラマ「ノーサイド・ゲーム」の主題歌として書き下ろされており、米津によると「主人公が逆境の中を進んでいく様をどうにか音楽にできないかと探った末」にできたという。前述の蜂須賀は「アルバムを前後半で分けるとすれば、6曲目『馬と鹿』の壮大な音像が前半のフィナーレといったところ」と述べた。
「2020 TOUR / HYPE」でライブ初披露された。
優しい人
シンプルでフォーキーなアレンジと、「カムパネルラ」とも通じる他人を妬む心情のメカニズムを歌う歌詞が印象的な楽曲。この楽曲は2019年の米津の単独ツアー「脊椎がオパールになる頃」での披露が予定されていた。当時は「あなたの脊椎がオパールになる頃 私はどこにいるでしょう」という歌い出しだったという。その壮絶な歌詞も話題となっており、音楽ジャーナリストの柴那典はその歌詞について以下のように述べている。「美しいメロディとハーモニーで描かれるのは、虐められ、笑われ、取り残される“あの子”と、憐れみを心に隠しながらそれを傍観する“わたし”、そして慈愛に満ちた“あなた”の姿。人間の感情の深い部分、普段は蓋をしているような醜い部分をえぐり出すような言葉が歌われる。」
「2023 TOUR / 空想」でライブ初披露された。
Lemon
TBSテレビ金曜ドラマ『アンナチュラル』の主題歌として書き下ろされた曲であり、レクイエムを下敷きに他人の死を歌ったミディアムバラードである。
まちがいさがし
米津がプロデュースした菅田将暉の楽曲を、トラップビートとオートチューンを活かしてコンテンポラリーにアレンジされたセルフカバーバージョン。上述の芝は、「正統派の日本のフォークロック直系のアレンジに仕上げられた原曲に対し、ストリングスやボイスシンセを用い海外のオルタナティブ/インディとリンクするような曲調」と述べた。
「2022 TOUR / 変身」でライブ初披露された。
ひまわり
オルタナティヴ・ロックの奇天烈なアレンジが往年の米津の楽曲を彷彿とさせるパワーナンバー。前述の小野は「フラメンコとJ-ROCKが正面衝突したよう」と形容している。
ライブ初披露となった「2022 TOUR / 変身」にて、米津と仲が良かったが2019年に急死したwowakaへ向けて書いた曲であることを示唆する発言をしていた。
迷える羊
教会音楽とインダストリアルとエキゾティックな東欧音楽とアンセミックでクラシカルなメロディが融合したナンバー。楽曲では新型コロナウイルス感染症の流行によるツアー中止の前後に制作が始められ、誰もが正解に到達できず右往左往する様が歌詞中で俯瞰的に描かれている。
「2022 TOUR / 変身」でライブ初披露された。
Décolleté
ボサノヴァやタンゴの要素が印象的で、厭世感を孕んだ陰鬱な調子が「迷える羊」と並んで異彩を放つエキゾチックなナンバー。アコーディオンやチェロを配しセクシャルな吐息のボイスサンプルも彩りを添えている。小野は「どこか昭和の香りが漂うエキゾティック歌謡」と述べている。
「2023 TOUR / 空想」でライブ初披露された。
TEENAGE RIOT
ソニック・ユースの同名曲をモチーフに制作された直情的でラウドなギター・ロック。米津玄師が中学生の時に作った楽曲が基となっている。楽曲では米津玄師が「どこにも行けない人」などとキャラクター化し始めてきたことに対する複雑的な感情や、世間一般では中二病やメンヘラなどと言われるような、稚拙で、でも吐き出さざるを得ないような感情を大事にした曲を作りたいという思いが反映されている。
本作の中では唯一、「2022 TOUR / 変身」「2023 TOUR / 空想」のいずれでも披露されなかった。
海の幽霊
荘厳なオーケストラサウンドとデジタルクワイアのアレンジが織り成すバラード。批評家のimdkmは、「管弦楽のサウンド」をデジタルクワイアと並ぶ本楽曲の重要な点としており、「中心になっているのは、変調されたボーカルと硬質なビート。しかし、そうしたエレクトロニックなサウンドの質感と違和感なく地続きで響くオーケストラが、『海の幽霊』を飛び抜けてスケールが大きく、ドラマチックなものにしている。」と述べている。
「2020 TOUR / HYPE」でライブ初披露された。
カナリヤ
ミディアムテンポで進行する繊細なピアノとストリングスのアレンジが温暖なナンバー。ミュージックビデオは是枝裕和が監督した。J-POPの王道をいくようなポップな曲調で、ポジティヴな歌詞―「私はあなたのことが好きだけれど、それは別にあなたじゃなくても構わない。けれど、だからこそ少なくとも今はあなたのことを愛していたい」という意思で以って相手と結びつく関係性の強さと尊さ―をうたっている。
「2022 TOUR / 変身」でライブ初披露された。

## 評価と受賞歴

### 批評
- 音楽評論家の小野島大は、『STRAY SHEEP』ついて「さまざまな音楽性がモザイクのように折り重なったアレンジは音数も多く、隙間なく音が詰まったゴージャスなものだが、無駄な音は一切なく、あらゆる要素がしっかりと計算され配置されたアレンジは緻密で完成度が非常に高い。その中心に、米津の表現力に富む強力なヴォーカルと、どことなく切なさを伴ったメロディがしっかりと位置している。」とコメント。そして、本作を「音楽的な完成度という意味でも、ポピュラリティという点でも、音楽的な冒険心や実験精神という面でも、繊細で内省的なリリシストとしても、頂点を極めた米津玄師の最高傑作」と評した[31]。
- MUSICA編集長の有泉智子は、本作に関して、米津がポップミュージックの担い手としての使命を、他ならぬ自らの意志によって真っ向から引き受けていることが明確に伝わってくる作品だと評価した[47]。
- 音楽ジャーナリストの柴那典は、本作はアルバムとしてのコンセプチュアルな作品性を強く感じられ、それは2020年の時代性を色濃く反映したものになっており、「日常が根底から変わってしまい、混迷の中で誰もが新しい当たり前を模索している今の時代に共振する響きがある。」と語った。また、「さまざまな曲で先鋭的なサウンドメイキングがなされているにもかかわらず聴いているうちにしっくりと馴染む」といい、本作が「新しいのに普遍的」であるという点で「ポップソングのひとつの理想形としての姿がある」と評価。本作は「米津玄師自身のキャリアとしても、日本のポップミュージックの歴史においても、まさしく金字塔と言える一枚」とコメントした[33]。
- タワーレコード本社の倉本芳実は、音楽レビューサイトMikikiにて、本作を「不安や傷を抱えて迷える〈あなた〉を、決して見限ることなく、ともに迷い、ともに悩みながら、受け止めるための光を放ってくれる作品」と評した[48]。同じくタワーレコードの北野創は、本作について「サウンド面ではほぼ全曲のアレンジに関わる坂東祐大の貢献もあってか、折衷的な多様性をさらに増した印象」と語り、また「とことん深読みしたくなる入り組んだポップネス」を指摘した[49]。
- ジャズミュージシャン / 文筆家の菊地成孔は、アルバムタイトル「STRAY SHEEP」の出典がマタイ伝であることや、作品のキーマンに坂東などの藝大卒業者が多いことを指摘し、「些かの強弁が許されるのであれば、世界文化が超欧米化（欧米文化の家畜化）に向かってるという趨勢の極例だという事もできる。King Gnu（メンバー常田大希と井口理は藝大出身）の強度と似ている。」と語った[50]。
- 批評家のimdkmは、「QJWeb」の記事にて、米津の「効果的に変調された声」に注目。「『STRAY SHEEP』に聴かれるチャレンジはおよそ『BOOTLEG』までの延長線上にあるが、本作は着実に歌唱のスタイルが確かさを増しており、米津のキャリアを声の観点から振り返った場合の「集大成」を随所に感じるアルバム」と語った。また、本作の聴きどころのひとつとして坂東祐大のコアレンジ（共同編曲）やストリングスアレンジを挙げ、「エレクトロニックとアコースティックの巧みな融合」を評価した。一方、収録曲「感電」については「楽曲を貫くグルーヴとメロディの動きがどこか噛み合わないような、ちぐはぐな印象」を指摘し、本作について「どこか歪さを湛え、特にアルバムとして考えたときに潔く傑作というには躊躇するところもある」と批評。「――最大の成功がある種の掴みどころない逡巡のもとにある――というアンビエンスもまたポップの宿命なのかもしれない」と語った[51]。

### 受賞
本作で米津は、「ヒップ・ホップ的なセンス，歌謡曲的な要素を継承したメロディー，エレクトロニクスとアコースティックを融合させた斬新で充実した完成度の高い音楽性」が評価され、第71回芸術選奨にて、大衆芸能部門の「文部科学大臣新人賞」を受賞した。
| 年                      | 音楽賞                         | 結果                       | 出典                    |
| アルバム『STRAY SHEEP』 | アルバム『STRAY SHEEP』        | アルバム『STRAY SHEEP』    | アルバム『STRAY SHEEP』 |
| ----------------------- | ------------------------------ | -------------------------- | ----------------------- |
| 2020年                  | Billboard JAPAN MUSIC AWARDS   | Hot Album of the Year 2020 | [ 54 ]                  |
| 2021年                  | 第13回CDショップ大賞           | 大賞〈赤〉                 | [ 55 ]                  |
| 2021年                  | SPACE SHOWER MUSIC AWARDS 2021 | ALBUM OF THE YEAR          | [ 56 ]                  |
| 2021年                  | 第35回日本ゴールドディスク大賞 | アルバム・オブ・ザ・イヤー | [ 57 ]                  |
| 米津玄師                |                                |                            |                         |
| 2020年                  | 第62回日本レコード大賞         | 特別賞                     | [ 58 ]                  |
| 2021年                  | 第71回芸術選奨                 | 大衆芸能部門 新人賞        | [ 52 ]                  |
| 2021年                  | SPACE SHOWER MUSIC AWARD 2021  | BEST SOLO ARTIST           | [ 56 ]                  |

## ライブパフォーマンス
前述のとおり、アルバム発売後すぐにライブツアーは行われず、収録曲の多くがライブ未披露となっていた。アルバム発売から2年が経った2022年9月よりアリーナツアー「2022 TOUR / 変身」が開催され、「感電」「PLACEBO」「まちがいさがし」「ひまわり」「迷える羊」「カナリヤ」がライブ初披露されるなど多くの本作収録曲が演奏されており、実質的な『STRAY SHEEP』のリリースツアーとなった。2023年に行われたアリーナツアー「2023 TOUR / 空想」では前年のツアーで披露されていなかった「カムパネルラ」「優しい人」「Décolleté」も披露され、アルバム発売から3年をかけて、「TEENAGE RIOT」を除く全収録曲が「2022 TOUR / 変身」並びに「2023 TOUR / 空想」で披露された。

## チャート成績
8月11日に発表されたオリコン週間アルバムランキングで初登場1位にランクインし、通作3作目、3作連続で1位を記録した。初動売り上げは前作『BOOTLEG』の16万枚を大きく上回る88万枚で、2020年度のオリコンアルバム初週売上ランキング1位、さらに発売初週にして2020年度のオリコンアルバム売上ランキング1位を獲得。男性ソロアーティストのアルバム初週80万枚超えは2005年に平井堅が『Ken Hirai 10th Anniversary Complete Single Collection '95-'05 歌バカ』で記録して以来14年8か月ぶり（史上5人目）で、ソロアーティストとしては令和初となる初週50万枚超えを達成した。レコード会社によると、フィジカルの店着日である8月4日時点で出荷枚数が100万枚を突破。デジタルでは、初動3日間で6.7万DLを記録し、Billboard JAPANダウンロードアルバムランキングで、2位であるずっと真夜中でいいのに。の『朗らかな皮膚とて不服』に大差を付けて首位となった。
その後、8月13日に発表されたオリコンデイリーアルバムランキングで2.7万枚を売り上げ、1位を獲得。累積売上が102.2万枚となり、自身初のミリオンを達成した。2019年7月8日付で嵐の『5×20 All the BEST!! 1999-2019』が記録して以来、「今年度初のミリオン作品」となり、ソロアーティストによるアルバムミリオンは、2018年5月28日付で松任谷由実の『日本の恋と、ユーミンと。』が記録して以来2年3か月ぶり。男性ソロアーティストによるアルバムのミリオンは、2008年11月17日付で綾小路きみまろの『爆笑スーパーライブ第1集! 中高年に愛を込めて…』が達成して以来11年9か月ぶりとなり、オリジナル・アルバムでは平井堅の『SENTIMENTALovers』が2004年に達成して以来16年ぶりである。
2020年8月24日発表の「WORLD MUSIC AWARDS」CDアルバムセールス部門にて101.5万枚を売り上げて全世界で首位を記録した。
2020年8月31日付のBillboard JAPAN週間アルバム・セールス・チャート“Billboard JAPAN Top Albums Sales”で120,247枚を売り上げ、2位であるRAISE A SUILENの『ERA』に大差を付けて3週連続の首位となり、8月25日発表のオリコン週間アルバムランキングにおいても3週連続で首位を記録した。2020年9月7日付のオリコン週間アルバムランキングでも1位を維持し、4週連続で首位を記録した。オリコン週間アルバムランキングでの4週連続首位は、2019年1月14日付で星野源『POP VIRUS』が記録して以来1年ぶりであり、2020年度では初となる。2020年8月31日 - 9月2日のBillboard JAPANダウンロードアルバムランキングでは週間2,547ダウンロードを記録し5週連続でダウンロードアルバムランキングの首位となった。8月度レコチョク月間アルバムランキングとdヒッツでは、それぞれ「3冠」を記録し、「WORLD MUSIC AWARDS」CDアルバムセールス部門で3週連続首位を記録した。
アルバムは、日本レコード協会よりミリオン認定を受けた。2020年発売のCDでは初の達成となった。2020年10月13日 累積売上枚数が154万枚を記録し、平成生まれアーティストの作品で初めてとなる150万枚超えを記録した。さらに本作は、2021年1月4日付「オリコン週間合算アルバムランキング」で換算累積売り上げ200万ポイント（PT）を超え、ダブルミリオンを達成した。 同ランキングでダブルミリオンを超えるのは2作品目で、ソロアーティストのアルバムでは史上初の快挙となる。
2021年3月10日発表のグローバルランキング「IFPI Global Album All Format Chart 2020」にて、日本人アーティスト最高位となる7位を記録した。
2024年4月12日に発表されたオリコン令和ランキングでは、「デジタルアルバム」と「合算アルバム」両部門で1位を獲得した。
2010年以降に発売されたアルバムでは安室奈美恵『Finally』、嵐『5×20 All the BEST!!』に次ぐCD売上枚数である。

## 収録内容
| 全作詞・作曲: 米津玄師。 |                                                |           |            |                    |      |
| #                        | タイトル                                       | 作詞      | 作曲・編曲 | 編曲               | 時間 |
| 1.                       | 「カムパネルラ」                               | 米津玄師  | 米津玄師   | 米津玄師・坂東祐大 | 3:55 |
| 2.                       | 「Flamingo」                                   | 米津玄師  | 米津玄師   | 米津玄師           | 3:16 |
| 3.                       | 「感電」(ストリングス・アレンジ：坂東祐大)     | 米津玄師  | 米津玄師   | 米津玄師           | 4:24 |
| 4.                       | 「PLACEBO + 野田洋次郎」                       | 米津玄師  | 米津玄師   | 米津玄師・坂東祐大 | 4:00 |
| 5.                       | 「パプリカ」                                   | 米津玄師  | 米津玄師   | 米津玄師・坂東祐大 | 3:22 |
| 6.                       | 「馬と鹿」(ストリングス・アレンジ：坂東祐大)   | 米津玄師  | 米津玄師   | 米津玄師           | 4:25 |
| 7.                       | 「優しい人」                                   | 米津玄師  | 米津玄師   | 米津玄師・坂東祐大 | 3:28 |
| 8.                       | 「Lemon」(ストリングス・アレンジ：室屋光一郎)  | 米津玄師  | 米津玄師   | 米津玄師           | 4:15 |
| 9.                       | 「まちがいさがし」                             | 米津玄師  | 米津玄師   | 米津玄師・坂東祐大 | 4:27 |
| 10.                      | 「ひまわり」                                   | 米津玄師  | 米津玄師   | 米津玄師・坂東祐大 | 4:02 |
| 11.                      | 「迷える羊」                                   | 米津玄師  | 米津玄師   | 米津玄師・坂東祐大 | 3:46 |
| 12.                      | 「Décolleté」                                  | 米津玄師  | 米津玄師   | 米津玄師・坂東祐大 | 3:29 |
| 13.                      | 「TEENAGE RIOT」                               | 米津玄師  | 米津玄師   | 米津玄師           | 3:45 |
| 14.                      | 「海の幽霊」(オーケストラ・アレンジ：坂東祐大) | 米津玄師  | 米津玄師   | 米津玄師           | 3:54 |
| 15.                      | 「カナリヤ」                                   | 米津玄師  | 米津玄師   | 米津玄師・坂東祐大 | 4:58 |
| 合計時間:                | 合計時間:                                      | 合計時間: | 59:35      |                    |      |

| #   | タイトル                     | 作詞 | 作曲・編曲 |
| --- | ---------------------------- | ---- | ---------- |
| 1.  | 「Flamingo」                 |      |            |
| 2.  | 「LOSER」                    |      |            |
| 3.  | 「砂の惑星」                 |      |            |
| 4.  | 「飛燕」                     |      |            |
| 5.  | 「かいじゅうのマーチ」       |      |            |
| 6.  | 「アイネクライネ」           |      |            |
| 7.  | 「春雷」                     |      |            |
| 8.  | 「Moonlight」                |      |            |
| 9.  | 「fogbound」                 |      |            |
| 10. | 「amen」                     |      |            |
| 11. | 「Paper Flower」             |      |            |
| 12. | 「Undercover」               |      |            |
| 13. | 「爱丽丝」                   |      |            |
| 14. | 「ピースサイン」             |      |            |
| 15. | 「TEENAGE RIOT」             |      |            |
| 16. | 「Nighthawks」               |      |            |
| 17. | 「orion」                    |      |            |
| 18. | 「Lemon」                    |      |            |
| 19. | 「ごめんね」                 |      |            |
| 20. | 「クランベリーとパンケーキ」 |      |            |
| 21. | 「灰色と青」                 |      |            |

| #  | タイトル         | 作詞 | 作曲・編曲 | 監督      |
| -- | ---------------- | ---- | ---------- | --------- |
| 1. | 「Lemon」        |      |            | 山田智和  |
| 2. | 「Flamingo」     |      |            | 山田智和  |
| 3. | 「TEENAGE RIOT」 |      |            | 林響太朗  |
| 4. | 「海の幽霊」     |      |            | STUDIO 4℃ |
| 5. | 「パプリカ」     |      |            | 加藤隆    |
| 6. | 「馬と鹿」       |      |            | 山田智和  |

## タイアップ
Flamingo
ソニーワイヤレスイヤホン「WF-SP900」CMソング
感電
TBS系金曜ドラマ『MIU404』主題歌
Apple Music CMソング
馬と鹿
TBS系日曜劇場『ノーサイド・ゲーム』主題歌
Lemon
TBS系金曜ドラマ『アンナチュラル』主題歌
迷える羊
大塚製薬「カロリーメイト」CMソング
TEENAGE RIOT
マンダム「ギャツビー」CMソング
海の幽霊
劇場アニメ『海獣の子供』主題歌
カナリヤ
NHK『ふたりのディスタンス』主題歌

## 演奏
| カムパネルラ - 米津玄師：Vocal, Guitar - 須藤優 (ARDBECK, XIIX)：Bass Flamingo - 米津玄師：Vocal, Guitar - 須藤優 (ARDBECK, XIIX)：Bass 感電 - 米津玄師：Vocal - 関口シンゴ：Guitar - Shyoudog (韻シスト)：Bass - 石若駿：Drums - MELRAW：Sax - 真砂陽地：Trumpet - 川原聖仁：Trombone - Ensemble FOVE：Strings PLACEBO + 野田洋次郎 - 米津玄師：Vocal, Guitar - 野田洋次郎 (RADWIMPS)：Vocal - 須藤優 (ARDBECK, XIIX)：Bass - 町田匡：Violin パプリカ - 米津玄師：Vocal - 杵屋勝国悠：三味線 - 多久潤一朗：笛 馬と鹿 - 米津玄師：Vocal, Guitar - 厚海義朗：Bass - 堀正輝 (ARDBECK)：Drums - 坂東祐大：Hammond Organ - Ensemble FOVE：Strings 優しい人 - 米津玄師：Vocal - 小川翔：Guitar - 坂東祐大：Piano - 安達真理：Viola Lemon - 米津玄師：Vocal, Guitar - 須藤優 (ARDBECK, XIIX)：Bass - 堀正輝 (ARDBECK)：Drums - 伊澤一葉 (東京事変、the HIATUS)：Piano - 室屋光一郎ストリングス：Strings | まちがいさがし - 米津玄師：Vocal - 小川翔：Guitar - 須藤優 (ARDBECK, XIIX)：Bass - 堀正輝 (ARDBECK)：Drums - 戸原直：Violin - 安達真理：Viola ひまわり - 米津玄師：Vocal, Guitar - 松本大 (LAMP IN TERREN)：Guitar - 須藤優 (ARDBECK, XIIX)：Bass - 堀正輝 (ARDBECK)：Drums 迷える羊 - 米津玄師：Vocal, Guitar - 篠崎和紀：Contrabass - 多久潤一朗：Flute - 上野耕平：Sax Décolleté - 米津玄師：Vocal - 小川翔：Guitar - 佐藤芳明：Accordion - 多久潤一朗：Whistle - 小畠幸法：Violoncello TEENAGE RIOT - 米津玄師：Vocal, Guitar - 真壁陽平：Guitar - 日向秀和 (ストレイテナー、Nothing's Carved In Stone)：Bass - 玉田豊夢：Drums 海の幽霊 - 米津玄師：Vocal - 伊澤一葉 (東京事変、the HIATUS)：Piano - 坂東祐大：Conducting - Ensemble FOVE：Orchestra - 北原京子 (東宝ミュージック)：Orchestra Association カナリヤ - 米津玄師：Vocal, Guitar - 須藤優 (ARDBECK, XIIX)：Bass - 堀正輝 (ARDBECK)：Drums - 坂東祐大：Piano - 尾池亜美：1st Violin - 倉冨亮太：2nd Violin - 安達真理：Viola - 伊東裕：Violoncello |

## チャートと売上
| チャート（2020年）              | 最高 順位 |
| ------------------------------- | --------- |
| Billboard Japan Hot Albums      | 1         |
| Billboard Japan Top Album Sales | 1         |
| Billboard Japan Download Albums | 1         |
| オリコン週間アルバムチャート    | 1         |
| オリコン週間 デジタルアルバム   | 1         |
| オリコン週間 合算アルバム       | 1         |

| チャート（2020年）              | 順位 |
| ------------------------------- | ---- |
| Billboard Japan Hot Albums      | 1    |
| Billboard Japan Download Albums | 1    |
| オリコン年間アルバム            | 1    |
| オリコン年間デジタルアルバム    | 1    |

### 認定とセールス
| 国/地域                                             | 認定     | 認定/売上数                           |
| --------------------------------------------------- | -------- | ------------------------------------- |
| 日本（RIAJ）                                        | ミリオン | 1,695,000（フィジカルCD）（オリコン） |
| 日本（RIAJ）                                        | ゴールド | 233,000（デジタル配信）               |
| CD+DL                                               |          |                                       |
| 日本                                                | N/A      | 1,928,000（2024年4月時点）            |
| * 認定のみに基づく売上数 ^ 認定のみに基づく出荷枚数 |          |                                       |

### 収録曲のチャート
| #   | 曲名                 | Hot 100 | DL   | ST   | 出典    |
| --- | -------------------- | ------- | ---- | ---- | ------- |
| #1  | カムパネルラ         | 11位    | 11位 | 16位 | [ 96 ]  |
| #2  | Flamingo             | 22位    | -    | 8位  | [ 97 ]  |
| #3  | 感電                 | 3位     | 2位  | 2位  | [ 98 ]  |
| #4  | PLACEBO + 野田洋次郎 | 21位    | 19位 | 9位  | [ 99 ]  |
| #5  | パプリカ             | 17位    | -    | 11位 | [ 100 ] |
| #6  | 馬と鹿               | 14位    | -    | 6位  | [ 101 ] |
| #7  | 優しい人             | 55位    | 52位 | 31位 | [ 102 ] |
| #8  | Lemon                | 8位     | -    | 4位  | [ 103 ] |
| #9  | まちがいさがし       | 16位    | 6位  | 12位 | [ 104 ] |
| #10 | ひまわり             | 56位    | 49位 | 33位 | [ 105 ] |
| #11 | 迷える羊             | 32位    | 36位 | 38位 | [ 106 ] |
| #12 | Décolleté            | 72位    | 61位 | 53位 | [ 107 ] |
| #13 | TEENAGE RIOT         | 71位    | -    | 42位 | [ 108 ] |
| #14 | 海の幽霊             | 46位    | -    | 29位 | [ 109 ] |
| #15 | カナリヤ             | 44位    | 31位 | 51位 | [ 110 ] |